# Svjetska atletska finala
Svjetska atletska finala ili Finala svjetskog atletskog kupa bila su atletsko natjecanje, nasljednik IAAF Grand Prix finala, koje je organizirala Međunarodna asocijacija športskih federacija. Ideja natjecanja bila je da na jedno događaju nastupe samo najbolji iz te atletske sezone, nakon što prođu kvalfikacije i time potvrde dominaciju u svojoj disciplini.
Prvo izdanje finala održano je u Mađarskoj 7. rujna i Monaku 13. i 14. rujna 2003. Nakon 7 održanih izdanja, IAAF je sa završetkom altetske sezone 2009. ukinuo natjecanje.

## Izdanja
| Izdanje | Godina | Nadnevak        | Grad         | Država   | Stadion                  | Broj disciplina |
| ------- | ------ | --------------- | ------------ | -------- | ------------------------ | --------------- |
| 1.      | 2003.  | 13. i 14. rujna | Fontvieille  | Monako   | Stade Louis II           | 33              |
| 1.      | 2003.  | 7. rujna        | Szombathely  | Mađarska | Stadion Rohonci Út       | 2               |
| 2.      | 2004.  | 18. i 19. rujna | Fontvieille  | Monako   | Stade Louis II           | 33              |
| 2.      | 2004.  | 5. rujna        | Szombathely  | Mađarska | Stadion Rohonci Út       | 2               |
| 3.      | 2005.  | 9. i 10. rujna  | Fontvieille  | Monako   | Stade Louis II           | 34              |
| 3.      | 2005.  | 3. rujna        | Szombathely  | Mađarska | Stadion Rohonci Út       | 2               |
| 4.      | 2006.  | 9. i 10. rujna  | Stuttgart    | Njemačka | Gottlieb-Daimler-Stadion | 36              |
| 5.      | 2007.  | 22. i 23. rujna | Stuttgart    | Njemačka | Gottlieb-Daimler-Stadion | 36              |
| 6.      | 2008.  | 13. i 14. rujna | Stuttgart    | Njemačka | Gottlieb-Daimler-Stadion | 36              |
| 7.      | 2009.  | 12. i 13. rujna | Thessaloniki | Grčka    | Kaftanzoglio Stadium     | 36              |

## Vanjske poveznice
- Službena stranica 2005.
- Službena stranica 2006.–08.
- Službena stranica 2009.  Arhivirana inačica izvorne stranice od 19. srpnja 2009. (Wayback Machine)